# Polvo cometario

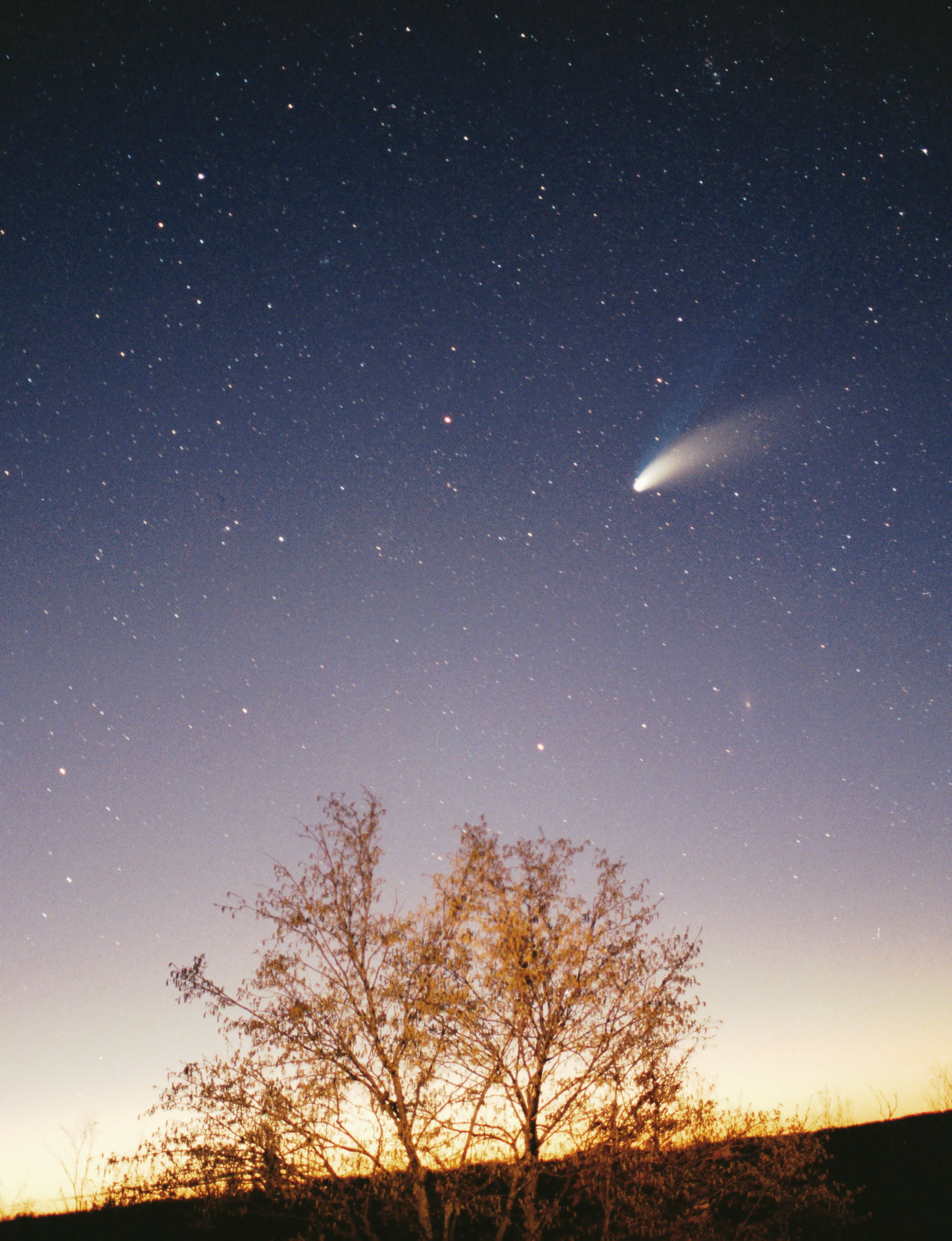
Cometa Hale-Bopp. En la imagen se observan dos colas, ambas producto del viento solar. La cola azul es gas ionizado de la coma del cometa y la cola blanca es el polvo cometario que quedará liberado del cometa.

El polvo cometario es polvo cósmico proveniente de un cometa. Este se origina por el viento solar que libera partículas de polvo del cometa al espacio cuando el cometa se encuentra en las cercanías del Sol. Este material puede dar información sobre el origen y formación del cometa. 
Si este polvo ha sido liberado por el cometa en una zona cercana a la órbita de la Tierra, puede entrar en la atmósfera terrestre dando lugar al fenómeno de los meteoros, e incluso si las concentraciones de polvo son muy grandes, puede llegar a dar lugar a una lluvia de estrellas, que sucederá cada vez que la Tierra pase por la zona en la que el polvo cometario fue liberado por el cometa hasta que la Tierra termine por atraer todo el polvo cometario que dejó el cometa a su paso. Por ejemplo, el polvo cometario proveniente de restos liberados por el cometa 1P/Halley produce dos lluvias de estrellas, la de las Oriónidas, en octubre, y la de las Eta Acuáridas, en mayo.